# سیل‌های ژانویه ۱۹۸۲ کالیفرنیا
سیل‌های ژانویه ۱۹۸۲ کالیفرنیا (انگلیسی: January 1982 California floods)، در طی طوفان بااهمیتی که رخ داد، از روز ۳ ژانویه تا ۵ ژانویه سال ۱۹۸۲ به مدت سه روز سیل‌هایی در منطقه خلیج سان فرانسیسکو اتفاق افتاد و باعث مرگ ۳۳ نفر و خسارتی بالغ بر ۲۸۰ میلیون دلار گردید. این رویداد یکی از بدترین طوفان‌های تاریخچه منطقه قلمداد گردید.